# 小米科拉伊夫卡 (第聂伯罗彼得罗夫斯克州)
48°26′15″N 36°21′51″E / 48.43750°N 36.36417°E
小米科拉伊夫卡（烏克蘭語：Маломиколаївка），是烏克蘭中部第聶伯羅彼得羅夫斯克州錫內利尼科韋區米科拉伊夫卡市镇内的村落。處於薩馬拉河右岸，分別距離新普里切皮利夫卡0.5公里和舍夫琴卡2.5公里，海拔高度116米，2001年人口330。